# مانتوا، نیوجرسی
مانتوا (به انگلیسی: Mantua Township) شهری در ایالت نیوجرسی کشور ایالات متحده آمریکا است که جمعیت آن در سرشماری سال ۲۰۱۰ میلادی، ۱۵٬۲۱۷ نفر بوده‌است.